# Mahmoud Namdjou
Mahmoud Namdjou (en persa: محمود نامجو) (Rasht, Iran 1918 - Teheran 1989) fou un aixecador iranià, guanyador de dues medalles olímpiques.

## Carrera esportiva
Va participar, als 29 anys, en els Jocs Olímpics d'Estiu de 1948 celebrats a Londres (Regne Unit), on aconseguí guanyar un diploma olímpic en finalitzar cinquè en la prova masculina de pes gall (-56 kg.). En els Jocs Olímpics d'Estiu de 1952 realitzats a Hèlsinki (Finlàndia) aconseguí guanyar la medalla de plata en aquesta mateixa prova, un metall que es transformà en bronze en els Jocs Olímpics d'Estiu de 1956 realitzats a Melbourne (Austràlia).
Al llarg de la seva carrera guanyà sis medalles en el Campionat del Món d'halterofília, tres d'elles d'or, així com dues medalles en els Jocs Asiàtics, una d'elles d'or.